# Dinastía marwánida

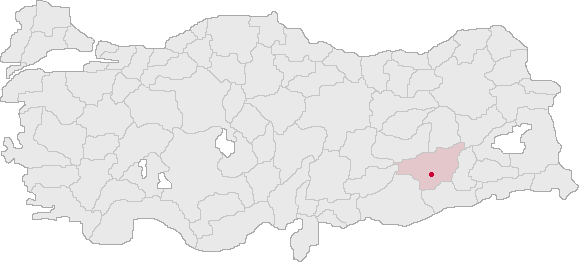
Posición de la dinastía marwánida visto en un mapa representando la actual Turquía.

La dinastía marwánida, o los marwánidas, fue una dinastía de origen kurdo que gobernó la región de Diyarbakir (Mesopotamia) entre 983 y 1085.

## Historia
El buwáyhida Adud-ad-Dawla, amir-al-umara de los califas de Bagdad, derribó al emir hamdánida de Mosul en 978 y gobernó el Diyarbakir a través de gobernadores hasta su muerte en 983. Sólo morir la cabeza kurda Badh se apoderó de Mayyafarikin, la segunda capital de los hamdánidas de Mosul y en los meses siguientes también ocupó Mide, Nisibin y Ajlat (Armenia) entre otras. 
Los buwáyhidas enviaron un ejército que fue rechazado por Badh, que ocupó la región de Mosul. El emir buwáyhida Samsan al-Dawla, para evitar que extendiera su poder al resto del Yazira, dio el Diyar Mudar y el Diyar Rabia a los hamdánidas Abu Abd Allah Husayn ben Hasan y Abu Tahir Ibrahim ben Hasan (989), hermanos de Fadl Allah Abu Taghlib ben Hasan. Con la ayuda de los Banu Uqayl, aliados de sueño germano, intentaron ocupar Mosul, y Badh murió en un combate en la región de Balad (990), pero su sobrino, Abu Ali al-Hasan, hijo de Marwan (un molinero que se había casado con la hermana de Badh), se retiró a Hisn Kayfa a la muerte de su tío, se casó con la viuda del emir muerto y se proclamó emir; derrotó a los dos hermanos e hizo prisionero a Husayn (si bien lo liberó por la intervención del califa fatimita, que después lo acogió a sus dominios y le dio el gobierno de Tiro el 997). 
Abu Tahir Ibrahim se peleó con el emir de los Banu Uqayl, Muhammad que lo detuvo y lo hizo matar (992). Los Banu Ukayl ocuparon Mosul sobre 993 y establecieron la dinastía ukaylida, mientras Abu Ali bien Marwan dominaba Mayyafarikin y Mide. El 997 fue asesinado en Mide y lo sucedió su hermano Mumahhid al-Dawla Said que gobernó hasta el 1011, cuando murió, la sucesión recayó en un tercer hermano, de nombre Ahmad (Nasir al-Dawla Ahmad), todavía joven.
Nasir al-Dawla tuvo la habilidad de jugar con las rivalidades de los grandes poderes de la zona: fue reconocido como emir del Diyarbakir por el buwáyhida Sultan al-Dawla, por el califa fatimita Al-Hakim, y por el emperador bizantino, y también transigió con los ukaylidas de Mosul (a los que cedió Nisibin) y con los mirdásidas de la Siria norteña, a los que cedió [Al-Ruha]. 
Desde 1038 pronunció la khutba en nombre del califa fatimita Al-Mustansir, pero no fue por mucho tiempo. En 1057 reconoció la soberanía del selyúcida Toghril Beg I y este lo confirmó como emir de las marcas de combate contra los infieles. Su visir fue Abul Kasim al-Husayn ben Ali al Maghribi (que lo había sido antes de los ukaylidas) hasta su muerte el 428 de la hégira (1037), y después de un tiempo, fue nombrado Fakhr al-Dawla Abu Nasr ben Muhammad ben Yahir, también antiguo servidor de los Ukaylidas y Mirdásidas, que logró las funciones sobre 1054 o 1055, hasta la muerte del emir (1061) y después (en 1062) fue visir en Bagdad. Nasr al-Dawla tuvo unas quinientas esposas, pero aun así cada día hacía la oración matinal. Otra característica fue su interés en la cocina, e incluso envió cocineros a Egipto a aprender recetas nuevas. Acumuló riquezas e hizo muchas construcciones.
A su muerte en 1061 le sucedió su hijo Nizam al-Din Nasr en Mayyafarikin; en Mide se proclamó su hermano Said que fue derrotado en 1063 y así Nizam al-Din reunió otro golpe todo el dominio. 
Nizam al-Din murió en 1079 y lo sucedió su hijo Nasir al-Dawla Mansur. El antiguo visir de su abuelo, Fakhr al-Dawla Abu Nasr ben Muhammad ben Yahir, entonces muy poderoso en Bagdad, utilizó su influencia para convencer al sultán selyúcida de liquidar la dinastía marwánida. Él mismo, con la ayuda de su clan y de soldados seléucidas, ocupó Mayyafarikin y todo el Diyarbakir el 1085. El tesoro de los marwánidas fue usurpado por el mismo Fakhr al-Dawla. Nasir al-Dawla Mansur recibió el feudo de Yazirat Ibn Umar donde residió hasta su muerte en 1096.

## Lista de emires
- Badh (o Badr) 983-990
- Abu Ali al-Hasan ibn Marwan 990-997
- Mumahhid al-Dawla Said 997-1011
- Nasr al-Dawla Ahmad 1011-1061
- Nizam al-Din Nasr 1061-1079 (1061-1063 en Mayyafarikin)
- Said 1061-1063 (en Mide)
- Nasir al-Dawla Mansur 1063-1085 (1085-1096 en Djazirat Ibn Umar)